# 앙리 1세 클레망

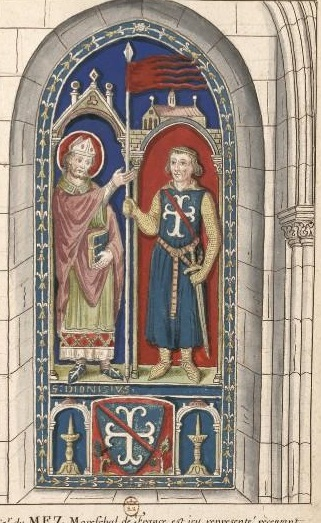
성 디오니시우스로부터 깃발을 받는 앙리 클레망

앙리 1세 클레망(Henri Ier Clément, 1170년~1214년)은 프랑스의 군인이다. 메즈(Mez)와 아르장탕(Argentan)의 영주이며 필리프 2세에 의해 프랑스 원수로 임명되었다. 작은 키 때문에 '작은 원수(Le petit Marechal)'라는 별명으로 불렸다.

## 생애
앙리 클레망은 로베르 3세 클레망(Robert III Clément)의 아들이자 알베릭 클레망(Albéric Clément)의 동생이다. 1191년 형이 전사하자 형의 뒤를 이어 메즈의 영주가 되었다.
그는 1204년 6월부터 원수로서의 직무를 수행했다. 필리프 2세는 그의 전공을 치하하여 노르망디의 아르장탕 성과 장원을 하사했다. 그에게 아르장탕을 하사할 것을 명하는 국왕의 칙령서에는 그가 '원수'라고 표기되어 있다. 필리프 2세가 그의 원수를 대하는 태도를 살펴보면, 이 무렵부터 궁정총장(sénéchal), 무관장(connétable) 그리고 원수가 중요한 군사 직책이었다는 사실을 알 수 있다.
1199년 4월 리처드 1세가 전사하고 존이 잉글랜드의 왕위에 오르자, 필리프 2세는 존의 실정을 구실로 삼아 프랑스 본토 내에 있는 플랜태저넷 가문의 영토를 점거해 나갔다. 앙리 클레망은 필리프 2세의 편을 들어 아키텐을 점령하려고 하는 기욤 데 로슈(Guillaume des Roches)를 지원하기 위해 파견되었다. 그는 필리프 2세에게 복속한 푸아투 지방의 도시들을 공격하고 있던 몰레옹의 영주(Mauléon), 모르트메르의 영주(Mortemer)와 전투를 벌여 승리했다. 앙리는 사로잡은 귀족들을 국왕 앞으로 압송했다.
당시 필리프 2세는 푸아티에를 포위하고 있었다. 푸아티에 사람들은 두 영주가 패했다는 소식을 듣고 필리프 2세에게 항복했다. 푸아투와 생통주(Saintonge) 지방의 다른 도시들도 차례로 항복을 선언했다.
1214년, 앙리 클레망은 부빈 전투에서 활약했고, 루이 왕자와 함께 푸아투 지방에서 잉글랜드군을 몰아내기 위해 계속 전투를 벌였다. 그러나 그 해에 갑작스러운 병으로 앙제에서 사망했다. 그의 유해는 튀르프네 수도원(Abbaye de Turpenay)에 안장되었다.
샤르트르 대성당의 스테인드글라스 중 하나에는 앙리 클레망이 성 디오니시우스로부터 깃발을 받는 모습이 묘사되어 있다.

## 참고 문헌
- DE COURCELLES, Jean-Baptiste Pierre Julien (1822). 《Dictionnaire historique et biographique des généraux français : depuis le onzième siècle jusqu'en 1820, vol. 3》.

- DANIEL, Gabriel (1724). 《Histoire de la milice françoise et des changemens qui s'y sont faits depuis l'établissement de la monarchie françoise dans les Gaules, jusqu'à la fin du règne de Louis-le-Grand, vol. 2》.

1. ↑  세네샬(senechal)은 봉건시대 군주 밑에서 일했던 다양한 관직들을 가리킨다. 군주가 국왕일 경우 왕실 살림과 궁정 군대를 관리하는 훗날의 왕실대총장(Grand maitre de France)과 비슷한 직책을 의미하기도 했고, 군주가 영주일 경우에는 집사나 행정대행관과 같은 업무를 맡기도 했다. 사법 체계에서는 지방에 파견되는 대관(bailie)을 뜻하기도 한다.
2. ↑  오리플람(oriflamme)은 끝이 여러 갈래로 갈라져 너풀거리는 형태를 한 깃발인데, 성 디오니시우스 수도원의 상징이자 프랑스 국왕이 전쟁에 나가기 전 그 앞에 진상되는 것이기도 했다. 이 전통은 15세기경까지 있었다.